# パンガー県

パンガー県
จังหวัดพังงา

- この項目は英語版を元に作成されています。

パンガー県（パンガーけん、タイ語: จังหวัดพังงา ）は、タイ王国・南部の県（チャンワット）の1つ。ラノーン県、スラートターニー県、クラビー県と接し、アンダマン海に面する。プーケット県とは海を挟んで接する。

## 地理
パンガー県はマレー半島に位置し、アンダマン海に面する。県内で特に有名なものは、ジェームズ・ボンド・シリーズの『007 黄金銃を持つ男』のロケ地にある、石灰岩でできた岩の柱のタプー島である。これは海による浸食のせいで周囲が削られてできたもので、逆さにした円錐のような形になっている。このような興味深い岩石がパンガー湾内に点在するなどの理由で、タイ政府は1981年にパンガー湾国立公園を設立し、保護することを決めた。

## 名称
パンガーという名称は、パンガー県内に設置されている郡の1つであるムアンパンガー郡を流れているパンガー川から来ている。そして、このパンガーの語源はプーガー（ภูงา、象の牙の山）から来ていると言われる。

## 歴史
18世紀には現在の県域に、タクワパー、タクワトゥン、パンガーなどの都市が成立していた。ビルマがプーケット県を攻めてきたとき、隣にあったパンガーは防衛上の理由で、1840年にタクワトゥンを合併した。後の
1931年にはタクワパーを併合して現在のパンガー県が成立した。

## 県章

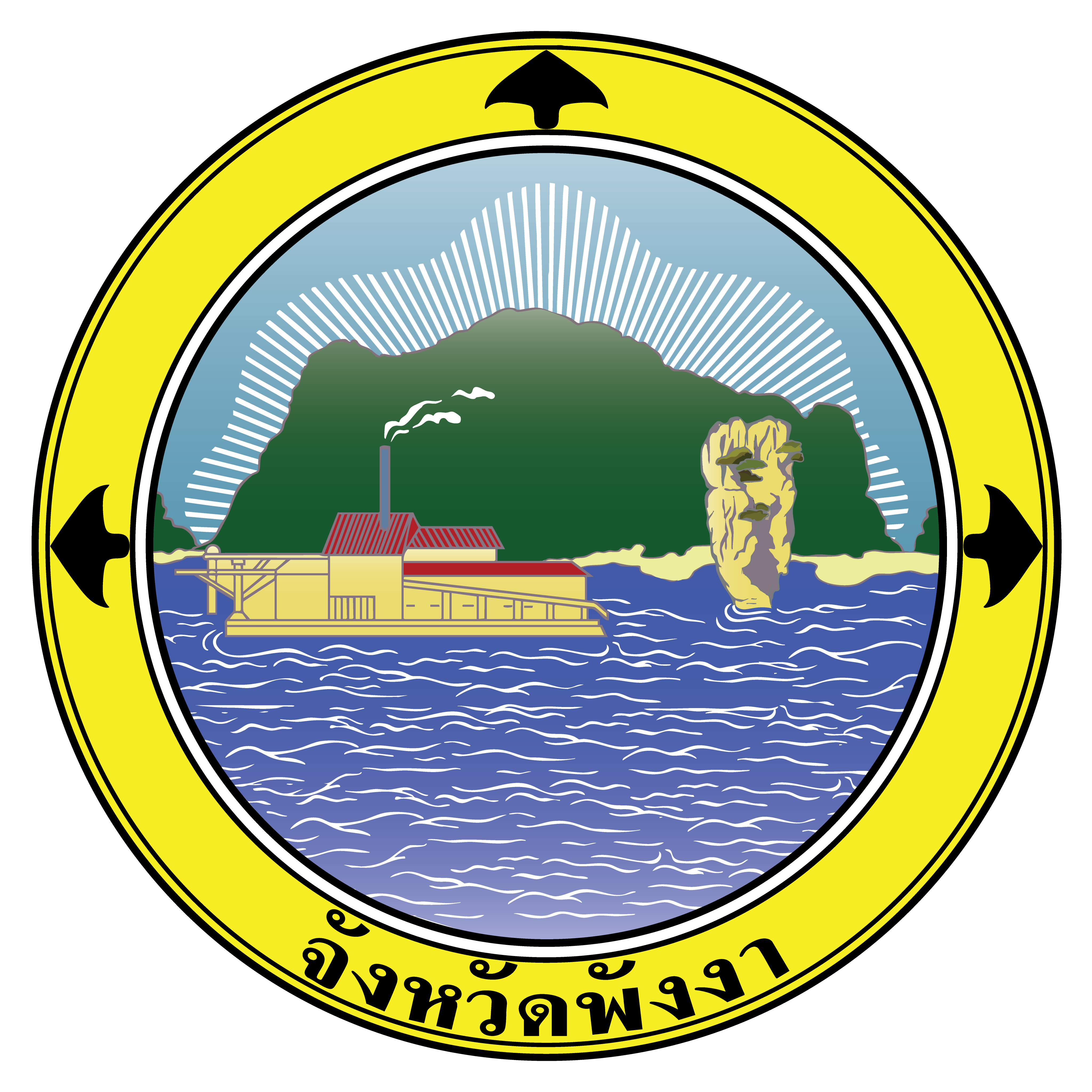
県章

県章は背景にチャーン山が、手前には市庁舎が描かれている。一番手前の船は錫を採掘するための掘削船であり、これはパンガー県では錫が豊富に採れることを示している。
県木はカジズグス（Cinnamomum porrectum）、県花は Anaxagorea javanica。

## 隣接する県
- ラノーン県
- スラートターニー県
- クラビー県
- プーケット県（プーケット島）

## 行政区
パンガー県は8の郡（アムプー）に分かれ、その下に48の町（タムボン）と、314の村（ムーバーン）がある。
1. ムアンパンガー郡
2. ヤーオ島郡
3. カポン郡
4. タクワトゥン郡

1. タクワパー郡
2. クラブリー郡
3. タッププット郡
4. ターイムアン郡